# École Bakst et Doboujinski
L'École Bakst et Doboujinski (Школа Бакста и Добужинского), est une école de peinture et de dessin fondée en 1906 par Ielizaveta Zvantseva à Saint-Pétersbourg. Léon Bakst y est professeur de peinture et directeur, Mstislav Doboujinski enseigne le dessin. Elle est également dénommée du nom de sa fondatrice : École Zvantseva. Elle existera jusqu'en 1916. Sont passés par elle des élèves tels que Marc Chagall, Elena Gouro, Margarita Volochine (née Cabachnikova). L'école est installée dans la Tour Ivanov rue de Tauride, 25 (actuellement 35) à Saint-Pétersbourg, dans l'immeuble où se tenaient également, au dernier étage, Les mercredis d'Ivanov, salon de poésie et de philosophie. Cette école devient sous l'impulsion de Bakst une Europe en miniature, la seule de ce type en Russie. Elle est réputée pour être une des plus progressistes dans la Russie d'avant 1917. Les méthodes de Bakst poussent enseignants et élèves à nourrir dans l'échange pédagogique leur créativité, à éveiller la curiosité intellectuelle et à repousser leurs limites dans des voies nouvelles.

## Histoire
Au début du XXe siècle la mode des petits studios et des écoles privées s'étend de Paris à la Russie. En 1899, Ielizaveta Zvantseva, qui avait habité Paris dans les années 1890, crée une école d'art à Moscou, dans laquelle enseignent Constantin Korovine, Valentin Serov et d'autres peintres. Cette école est appelée école Zvantseva. En 1906, elle ouvre à Saint-Pétersbourg un atelier de peinture, l'école Bakst et Doboujinski,. L'appartement où est installée l'école se trouve dans un immeuble, d'aspect somptueux, à 5 étages dont chacun dispose d'une pièce arrondies garnie d'un balcon circulaire, orné de balustrades de style Art nouveau. Le poète symboliste Viatcheslav Ivanovitch Ivanov y a élu domicile avec son épouse Lydia Dimitrievna Zinovieva-Annibal. L'immeuble et l'appartement sont le lieu de rencontre hebdomadaire de poètes, écrivains et artistes qui y forment un cercle appelé Les mercredis d'Ivanov. Le cercle symboliste des poètes exerçait une influence sur l'école de peinture à travers les œuvres symbolistes de Bakst et Doboujinski mais elle ne forma jamais de peintres symbolistes. Au centre de la salle de cours trônait un chevalet ayant appartenu au peintre symboliste Mikhaïl Vroubel, recouvert de velours. 

## Pédagogie de l'école
Zvantseva demande à Léon Bakst de diriger l'école. Il est riche de son expérience parisienne (1893-1896). C'est une excellent professeur, enthousiaste dévoué à une trentaine d'élèves, sélectionnés avec soin, dont de nombreuses femmes qui lui vouent un véritable culte. 
Il doit toutefois constater l'écart existant entre ses préceptes et son propre travail et il le reconnait devant ses élèves. Il refuse de donner des exemples à imiter ou de contrarier la pente naturelle de chaque étudiant.  
Les cours se donnent de 10h30 à 15 heures. Deux jours de dessin, puis une journée de dessin de mémoire, puis deux jours de peinture d'après modèle suivi d'un jour de peinture de mémoire. Mstislav Doboujinski supervisait chaque mercredi la classe de peinture. Bakst passait en revue le vendredi les travaux des étudiants. Il critiquait sévèrement, sans précautions oratoires. Marc Chagall, trop sensible, eut à souffrir de cette revue critique du vendredi.
Des visiteurs distants et hautains passaient régulièrement par l'école : Alexandre Benois, Vsevolod Meyerhold, Alexis Tolstoï.   
Bakst, rendu célèbre par ses décors de théâtre à Paris, rêve d'un style décoratif en peinture qui s'harmonise avec l'architecture. Il juge les tableaux en fonction de leur texture et de leur tonalité, des tensions et dialogues entre les couleurs. Il proscrit, par exemple, les contours noirs qui brisent la continuité entre les couleurs. Chagall est aussitôt convaincu par ces principes qu'il va appliquer en restreignant le nombre de couleurs et en créant des tensions entre les couleurs dominantes. Chagall fut comme Bakst un passionné de couleurs et de théâtre. Mais il ne resta que six mois dans l'école de Bakst et Doboujinski. Chagall écrit qu'il se souviendra toujours de Bakst, mais qu'on ne peut pas l'instruire.

## Expositions et départ de Bakst
Au printemps 1910, Bakst fait organiser la première exposition de l'école, dans les locaux de la revue Apollon. Une centaine de toiles sont présentées au public en gardant l'anonymat de leurs réalisateurs. Mais l'exposition est un échec malgré les mille cartons d'invitation envoyés. Bakst quitte Saint-Pétersbourg pour Paris et les Ballets russes quelques jours avant le vernissage (le 20 avril 1910) et c'est une blessure pour ses étudiants.
Après le départ de Bakst, c'est Kouzma Petrov-Vodkine qui prend la direction de l'école. Il peint dans un style néoacadémique influencé par les icônes et la touche cosmopolite de son prédécesseur disparaît. Chagall quitte Saint-Pétersbourg pour l'Europe en mai 1911 . 